# Shotley Brook, Minnesota
Xã Shotley Brook (tiếng Anh: Shotley Brook Township) là một xã thuộc quận Beltrami, tiểu bang Minnesota, Hoa Kỳ. Năm 2010, dân số của xã này là 25 người.